# 潛水器
潜水器是一种用于水下作业的小型交通工具。潛水器與潛水艇的區別是潛水艇較大，可以自主潛航，而潛水器較小，通常還需要其他船隻支持，例如潛水器如果要前往某處勘探，一般是一艘規模較大的船隻將潛水器運送到水面，潛水器再從水面下潛。潜水器有许多类型，包括有人驾驶和无人驾驶潜水器。潜水器有很多用途，如可以進行海洋学研究、水下考古、海洋勘探、海底探险、水下摄影等。

## 歷史
美国发明家大卫·布什内尔于1775年设计并制造了第一艘潜水器，在美国独立战争期间布什内尔希望潛水器能將炸药装在英軍軍舰上。1776年9月7日，布什内尔發明的潛水器海龟号潜艇順利來到，在紐約港停泊由英軍海軍上將何奧伯爵閣下指揮的老鷹號軍艦艦底附近，但由于水流湍急，潛水器未能将定時炸彈装上。